# جیانی اینفانتینو
جیانی اینفانتینو (به ایتالیایی: Gianni Infantino) (زاده ۲۳ مارس ۱۹۷۰ در بریگ، سوئیس) رئیس فیفا و دبیرکل سابق یوفا است.

## اوایل زندگی

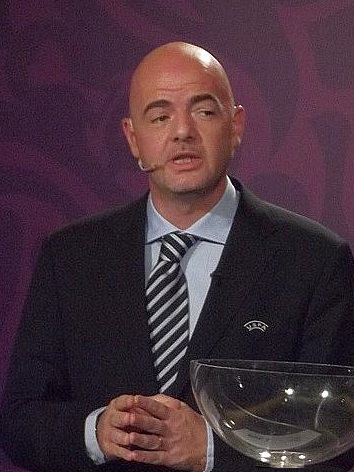
اینفانتینو در مراسم قرعه کشی مرحله پلی آف یورو 2012

جیانی اینفانتینو در ۲۳ مارس ۱۹۷۰ میلادی در شهر بریگ، سوئیس متولد شد. او اصالتی ایتالیایی از کالابریا و لمباردی دارد. وی دانش‌آموخته رشته حقوق در دانشگاه فریبورگ سوئیس است. او به زبان‌های ایتالیایی، اسپانیایی، آلمانی و فرانسوی مسلط است و همچنین زبان‌های انگلیسی، عربی و پرتغالی را نیز می‌داند.

### یوفا
اینفانتینو در اوت سال ۲۰۰۰ میلادی فعالیت خود را با یوفا آغاز کرد. وی در سال ۲۰۰۴ میلادی به عنوان مدیر امور حقوقی یوفا جهت صدور مجوز به باشگاه‌ها منصوب شد.
او در سال ۲۰۰۷ میلادی به عنوان معاون دبیرکل یوفا منصوب شد و سرانجام در اکتبر سال ۲۰۰۹ به کرسی دبیرکل یوفا نشست.

### فیفا
جانی اینفانتینو، دبیرکل فدراسیون فوتبال اروپا (یوفا) بود و در کنگره فوق‌العاده فیفا ۲۰۱۶ که ۷ اسفند ۹۴ در مقر فیفا در زوریخ سوئیس برگزار شد به عنوان رئیس فیفا انتخاب شد و از آن زمان تا کنون بر این سمت است. او قبل از انتخابات در تاریخ ۴ آبان ۹۴ مورد حمایت کمیته اجرایی یوفا قرار گرفت و کاندیداتوری خود را تأیید کرد.

## روابط خانوادگی
اینفانتینو با لینا الاشکر ازدواج نموده و آن دو دارای چهار فرزند هستند. همسر وی لبنانی است و سابقه حضور به عنوان کارمند تیم فوتبال لبنان را در کارنامه خود دارد.